# Cembrowina

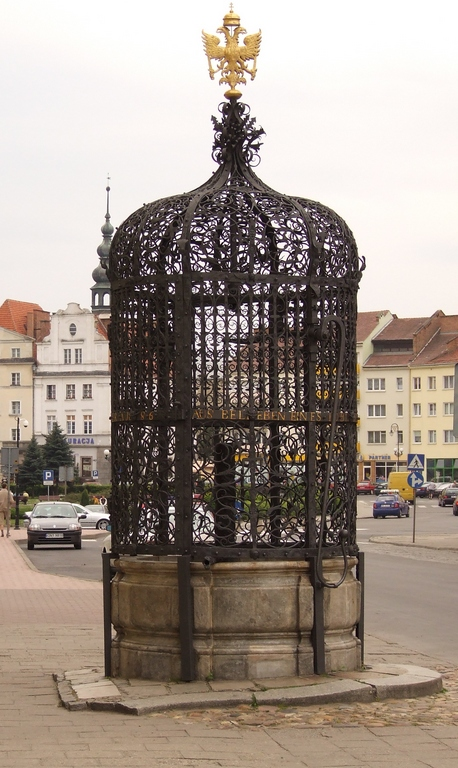
Cembrowina "Pięknej Studni" w Nysie

Cembrowina (cembrowanie) – obmurowanie umacniające zbiornik wody, zwykle studni czy fontanny. Wykonana może być z  betonowych kręgów studziennych lub kolumny rurowej.
Cembrowaniem nazywane są również obmurowania zbiorników wodnych: brzegu morza, jeziora lub rzeki.